# Meritastis
Meritastis es un género de polillas tortrícidas categorizado en la tribu Epitymbiini, de la subfamilia Tortricinae. Fue descrito por Edward Meyrick en 1910.

## Especies
- Meritastis ferrea (Meyrick, 1910)
- Meritastis illucida (Meyrick, 1910)
- Meritastis laganodes (Meyrick, 1910)
- Meritastis lythrodana (Meyrick, 1881)
- Meritastis piperata (Meyrick, 1910)
- Meritastis polygraphana (Walker, 1863)
- Meritastis psarodes (Meyrick, 1910)
- Meritastis pyrosemana (Meyrick, 1881)
- Meritastis trissochorda (Turner, 1916)
- Meritastis umbrosa Meyrick, 1910
- Meritastis ursina (Meyrick, 1910)